# Shamisen-chōrō

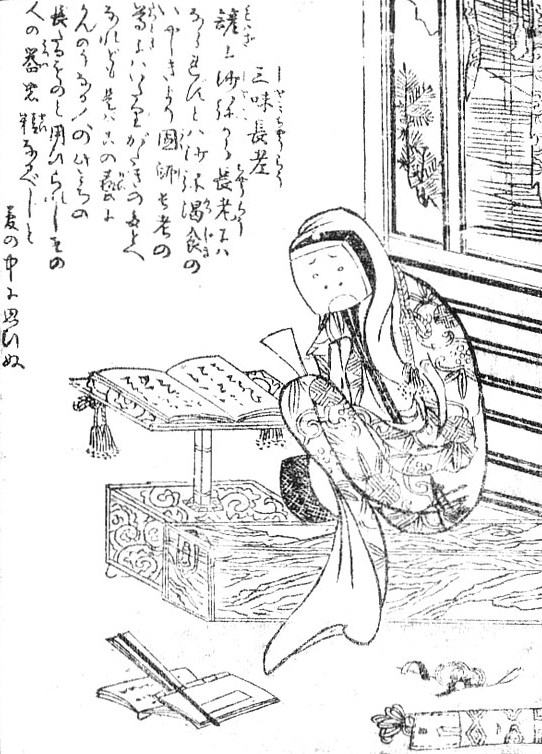
Shamisen-chōrō, Illustration aus dem Werk Gazu Hyakki Tsurezure Bukuro (百器徒然袋)

Der Shamisen-chōrō (jap. 三味線長老; wörtl. „Alter der Shamisen“), auch verkürzt Shamichōrō genannt, ist ein fiktives Wesen der japanischen Folklore aus der Yōkai-Gruppe der Tsukumogami („Artefakt-Geister“).

## Beschreibung
Der Shamisen-chōrō wird als elegante Shamisen beschrieben, die über viele Jahre vernachlässigt und so gut wie nie gespielt wurde. Nach 100 Jahren erhielt sie dann eine eigene Seele und wurde so zum Tsukumogami. Nun wachsen der Shamisen dürre Arme und Beine, während der Klangkörper als Kopf dient. Der Shamisen-chōrō kleidet sich in einen eleganten und teuren Kimono und macht es sich nachts im Tatami-Zimmer gemütlich und singt und zupft dann lauthals vor sich hin. Oder er steht mitten in der Nacht auf, verlässt das Haus und zieht wie ein Bettelmusikant durch die Lande, um für ein Almosen zu spielen. Einer wenig bekannten Sage zufolge soll ein begnadeter Shamisen-Spieler so sehr an seinem Instrument gehangen haben, dass sein Geist nach dem Tode in die Shamisen fuhr. Auch er soll anschließend als Bettelmusikant umhergereist sein. 
Erstmals vorgestellt wird der Yōkai in Toriyama Sekiens Werk Gazu Hyakki Tsurezure Bukuro (百器徒然袋; 100 Dämonen im Handgepäck) aus dem Jahr 1780. Er erwähnt, dass der Shamisen-chōrō sich gerne mit anderen besessenen Musikinstrumenten wie dem Biwa-bokuboku und dem Koto-furunushi zusammen tue und dann gemeinsam mit ihnen traurige Lieder spiele.